# 天主教凱里教區
天主教凱里教區（拉丁語：Dioecesis Kerriensis）是愛爾蘭一個羅馬天主教教區。屬卡舍爾暨埃姆利總教區。

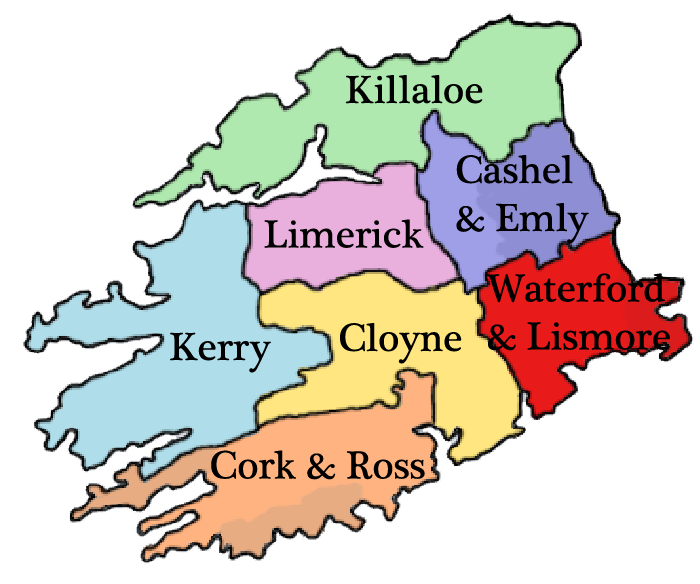
凱里教區管轄範圍圖

範圍包括凱里郡大部及科克郡一部。2007年，在當地136,000人口中，有教友130,000人，佔轄區總人口95.6%、54個堂區、127名司鐸、24名修士、270名修女。現任教區主教為威廉‧墨菲。
成立於1111年，時稱阿德弗特暨阿赫杜教區。1952年12月20日易名至今。